# Thiago Santos (lutador)
Thiago "Big Monster" Santos (Rio de Janeiro 21 de novembro de 1986) é um lutador brasileiro de artes marciais mistas (MMA) que atualmente compete na categoria peso-pesado do Bellator Fighting Championships.

## Bellator MMA
Thiago estreou no Bellator no dia 8 de dezembro de 2011 no Bellator 53 contra o americano Josh Burns e venceu por finalização,após fazer um mata-leão.
Bellator 56 dia 29 de outubro de 2011 Santos lutou cotra o lutador Neil Grove e ganhou também por finalização fazendo um mata-leão.
Bellator 59 dia 26 de novembro de 2011 Santos lutou contra Eric Prindle e essa luta acabou em Sem Resultado após Santos dar um chute ilegal em Prindle.
Bellator 75 05 de outubro de 2012 Thiago Santos lutou novamente com Eric Prindle e Santos Ganhou por Desqualificação após Prindle dar um chute ilegal em Santos.
Bellator 79 Santos lutou contra o americano Rich Hale mas Santos acabou perdendo por Nocaute Técnico.
Santos lutou no Bellator 102 contra o americano Javy Ayala, mas perdeu por nocaute após levar vários socos.

## The Ultimate Fighter: Brasil 3
Thiago foi selecionado para participar da terceira edição do TUF no Brasil. Logo em sua luta seletiva para a entrada na casa, Santos perdeu para Marcos "Pezão" Lima por finalização (guilhotina) no primeiro round.

## Cartel no MMA
| Cartel no MMA       |             |            |
| 17 lutas            | 11 vitórias | 5 derrotas |
| Por nocaute         | 2           | 4          |
| Por finalização     | 5           | 1          |
| Por decisão         | 2           | 0          |
| Por desqualificação | 2           | 0          |
| No contest          | 1           | 1          |

| Res.          | Cartel   | Oponente              | Método                                     | Evento                  | Data                   | Round | Tempo | Local                                     | Notas                                                                                    |
| ------------- | -------- | --------------------- | ------------------------------------------ | ----------------------- | ---------------------- | ----- | ----- | ----------------------------------------- | ---------------------------------------------------------------------------------------- |
| Derrota       | 11-5-(1) | Vinícius Lima         | Nocaute (socos)                            | Face to Fece 9          | 19 de dezembro de 2014 | 2     | 3:57  | Rio de Janeiro, Rio de Janeiro            |                                                                                          |
| Derrota       | 11-4-(1) | Gerônimo dos Santos   | Nocaute técnico (socos)                    | Roraima Show Fight 13   | 09 de novembro de 2014 | 1     | 2:53  | Boa Vista, Roraima                        |                                                                                          |
| Derrota       | 11-3-(1) | Javy Ayala            | Nocaute (socos)                            | Bellator 102            | 4 de outubro de 2013   | 1     | 5:00  | Visalia, Califórnia, Estados Unidos       |                                                                                          |
| Derrota       | 11-2-(1) | Rich Hale             | Nocaute Técnico (socos)                    | Bellator 79             | 02 de novembro de 2012 | 1     | 3:31  | Rama, Ontario , Canadá                    | Bellator Temporada 7 Semifinal do Torneio Peso-Pesado.                                   |
| Vitória       | 11-1-(1) | Eric Prindle          | Desqualificação (chute na virilha)         | Bellator 75             | 05 de outubro de 2012  | 1     | 4:54  | Hammond, Indiana, Estados Unidos          | Bellator Temporada 7 Quartas de final do Torneio Peso-Pesado.                            |
| Sem Resultado | 10-1-(1) | Eric Prindle          | Sem Resultado (chute na virilha)           | Bellator 59             | 26 de novembro de 2011 | 1     | 1:24  | Atlantic City, New Jersey, Estados Unidos | Bellator Temporada 5 final do Torneio Peso-Pesado.                                       |
| Vitória       | 10-1     | Neil Grove            | Finalização (mata-leão)                    | Bellator 56             | 29 de outubro de 2011  | 1     | 0:38  | Kansas City, Kansas, Estados Unidos       | Bellator Temporada 5 semifinal do Torneio Peso-Pesado; Substituiu o lesionado Mike Hayes |
| Vitória       | 9-1      | Josh Burns            | Finalização (mata-leão)                    | Bellator 53             | 08 de outubro de 2011  | 1     | 2:23  | Miami, Oklahoma, Estados Unidos           | Estreia no Bellator                                                                      |
| Vitória       | 8-1      | Ubiratan Marinho Lima | Desqualificação (socos ilegais nas costas) | Amazon Fight 4          | 13 de agosto de 2010   | 2     | 3:49  | Belém, Pará, Brasil                       |                                                                                          |
| Vitória       | 7-1      | Gerônimo dos Santos   | Nocaute (socos)                            | Amazon Fight 3          | 13 de maio de 2010     | 1     | 3:35  | Belém, Pará, Brasil                       |                                                                                          |
| Derrota       | 6-1      | Oleksiy Oliynyk       | Finalização (mata-leão)                    | IAFC: Mayor's Cup 2009  | 27 de novembro de 2009 | 1     | 4:22  | Novosibirsk, Rússia                       |                                                                                          |
| Vitória       | 6-0      | Shamil Abdurahimov    | Decisão (unânime)                          | IAFC: Mayor's Cup 2009  | 27 de novembro de 2009 | 3     | 3:00  | Novosibirsk, Rússia                       |                                                                                          |
| Vitória       | 5-0      | Bruno Silva           | Finalização (mata-leão)                    | Delfim Brazuka Nocaute  | 25 de outubro de 2008  | 1     | 2:49  | Rio de Janeiro, Brasil                    |                                                                                          |
| Vitória       | 4-0      | Antonio Conceição     | Decisão (unânime)                          | Watch Out Combat Show 1 | 10 de maio de 2008     | 3     | 5:00  | Rio de Janeiro, Brasil                    |                                                                                          |
| Vitória       | 3-0      | Marcelo Mendes        | Finalização (mata-leão)                    | Rio Heroes 10           | 16 de outubro de 2007  | 1     | 4:40  | Osasco, São Paulo, Brasil                 |                                                                                          |
| Vitória       | 2-0      | Leonardo Guarabya     | Nocaute (socos)                            | Rio Heroes 10           | 16 de outubro de 2007  | 1     | 1:14  | Osasco, São Paulo, Brasil                 |                                                                                          |
| Vitória       | 1-0      | Fabio Santos          | Finalização (socos)                        | Rio Heroes 10           | 16 de outubro de 2007  | 1     | 0:57  | Osasco, São Paulo, Brasil                 |                                                                                          |

### Lutas de Exibição
| Cartel no MMA       |           |           |
| 1 luta              | 0 vitória | 1 derrota |
| Por nocaute         | 0         | 0         |
| Por finalização     | 0         | 1         |
| Por decisão         | 0         | 0         |
| Por desqualificação | 0         | 0         |

| Res.    | Cartel | Oponente     | Método                   | Evento                         | Data         | Round | Tempo | Local             | Notas                                                                                       |
| ------- | ------ | ------------ | ------------------------ | ------------------------------ | ------------ | ----- | ----- | ----------------- | ------------------------------------------------------------------------------------------- |
| Derrota | 0–1    | Marcos Pezão | Finalização (guilhotina) | The Ultimate Fighter: Brasil 3 | 16/03/2014 * | 1     | 3:27  | São Paulo, Brasil | Round Preliminar do The Ultimate Fighter: Brasil 3, * Data em que a luta foi exibida na TV. |